# Gjergj Xhuvani
Gjergj Xhuvani (Tirana, 20 de diciembre de 1963-Roma, 14 de agosto de 2019) fue un director de cine albanés, conocido por su película Lemas (2001), por la cual recibió cuatro premios.

## Biografía
Expresó su interés en una primera fase y creó una pequeña compañía de actores con sus compañeros. Entró en el Teatro de la Academia de Bellas Artes de Tirana en 1982.
Se graduó en 1986 y comenzó a trabajar como ayudante en muchas películas, por el Alba Film Studio de Tirana. Dirigió su primer cortometraje, Blanco y negro en 1991, y luego El último domingo (1993) y Un día de una vida (1994). Esta última ganó el Premio Especial del Jurado en el Festival del Mediterráneo en Bastia.
En 1995 dirigió Último amor, que a su vez recibe el Premio Especial del Jurado en el Festival de Bastia.
Estas fueron seguidas por un documental de 15 minutos, Tirana 96 —precisamente en 1996— y la película Funeral de negocios (1999), que fue seleccionada en el Festival de Cine de Venecia y ganó el gran premio del Festival del Mediterráneo de Montpellier, y el Premio Especial del Jurado en el Eurofestival en la República Checa.
Pero su largometraje Lemas, de 2001, fue elegido por la Quincena de Realizadores de Cannes, lo que le permitió ser conocido por un público más amplio. Su esposa Luiza Xhuvani interpretó el papel de Diana, la bella profesora de francés.
En 2004 dirigió Querido enemigo, su última película.

## Filmografía

### Director y escritor
- Blanco y negro (1991)
- El último domingo (1993)
- Un día de una vida (1994)
- Último amor (1995)
- Funeral de negocios (1999)
- Lemas (2001)
- Querido enemigo (2004)

### Productor
- Un día de una vida (1994)
- Funeral de negocios (1999)

### Actor
- Edhe Ne Luftuam (1981, TV)

## Premios

### Festival de Bratislavia
| Año  | Resultado | Premio      | Categoría/Destinatario(s) |
| ---- | --------- | ----------- | ------------------------- |
| 2001 | Nominado  | Gran Premio | Por: Lemas (2001)         |

### Festival de Cannes
| Año  | Resultado | Premio                      | Categoría/Destinatario(s)     |
| ---- | --------- | --------------------------- | ----------------------------- |
| 2001 | Ganador   | Adjudicación de los Jóvenes | Filme Extranjero Lemas (2001) |

### Festival de Cottbus
| Año  | Resultado | Premio      | Categoría/Destinatario(s) |
| ---- | --------- | ----------- | ------------------------- |
| 2001 | Ganador   | Gran Premio | Por: Lemas (2001)         |

### Festival de Sundance
| Año  | Resultado | Premio     | Categoría/Destinatario(s) |
| ---- | --------- | ---------- | ------------------------- |
| 2002 | Ganador   | Premio NHK |                           |

### Festival de Tokio
| Año  | Resultado | Premio                | Categoría/Destinatario(s)                                                            |
| ---- | --------- | --------------------- | ------------------------------------------------------------------------------------ |
| 2001 | Ganador   | Premio Mejor Director | Por: Lemas (2001) Junto con Seyyed Reza Mir-Karimi por Bajo la Luz de la Luna (2001) |
| 2001 | Ganador   | Gran Premio Tokio     | Por: Lemas (2001)                                                                    |